# 官撫極
官撫極（17世紀—17世紀），字建之，湖廣黃州府黃岡縣人，明朝、南明政治人物。

## 生平
官撫極是太常卿官應震次子，萬曆四十七年（1619年）拔貢，任職保定通判有能聲，因父親逝世回鄉，服喪完畢後改任貴陽通判，曾在畢烏防禦安邦彥，當地人立廟於關嶺祭祀他。
之後他以捍衛畢烏功勞陞任平越府興隆衛同知，轉為本府知府，永曆元年（1647年）時苗族將帥藍二忽然率眾圍城七天，他設法防御，伺其鬆懈時帶領七十名壯士夜襲對方軍營，擒拿藍二後餘眾散去，以功升為太僕卿，很快致仕回鄉。

## 引用
1. 1 2  錢海岳《南明史·卷五十八·列傳第三十四》：（永曆）時張元琳、樊師孔、傅應期、官撫極、劉靖、高𦒰先後官太僕。……撫極，字建之，黃岡人。太常卿應震子，選貢。授貴陽通判。以捍衛畢烏功，遷興隆同知，轉平越知府。苗藍二圍城七晝夜，力拒之，伺隙以七十壯士襲禽其渠。陞太僕卿致仕。
2. ↑  光緒《黃岡縣志·卷七·選舉志》：（萬曆）四十七年己未（貢生）……官撫極 應震子，太僕卿，有傳
3. ↑  光緒《蘄水縣志·卷十·人物志》：官撫極，字建之，太常卿應震次子，以拔貢再任貴陽通判，駐畢烏有捍衛功，畢烏人肖像祀之。陞平越守，忽苗帥藍二率萬眾圍城七晝夜，撫極力守禦之，伺其懈，以壯士七十人，夜襲賊營掄藍二，餘散去；以功陞太僕卿，致仕歸。 《通志》
4. ↑  光緒《黃岡縣志·卷八·人物志》：官撫極，字建之，太常卿應震次子，以拔貢再任貴陽通判，駐畢烏有捍衛功，畢烏人立廟祀於關嶺，關嶺者，撫極所守以扼安酋處也。晉平越知府，苗帥藍二率萬眾圍城七晝夜，撫極力禦之，以壯士七十人，夜襲賊營掄藍二，餘散去；以功擢太僕卿，致仕歸。
5. ↑  《欽定古今圖書集成·明倫彙編·氏族典·第一百六十七卷》：官撫極：按《黃岡縣誌》撫極，字進之，號用庵，給諫應震子。拔貢，授保定別駕。有能聲，以父艱歸，補貴陽別駕，昇平越守，環平越，皆苗洞。守至，苗帥藍二忽率眾圍城，撫極多方守御，伺其懈，夜襲賊營，擒藍二，賊自相蹂躪散去，以功升太僕卿，致政歸。